# Excavata
Excavata è un importante supergruppo del sottodominio Bikonta (l'altro è Eubikonta), costituito da organismi unicellulari appartenenti al dominio Eukaryota.
È stato suggerito per la prima volta da Simpson e Patterson nel 1999 e introdotto da Thomas Cavalier-Smith nel 2002 come taxon formale. Contiene una varietà di forme simbiotiche e libere e include anche alcuni importanti parassiti umani, tra cui Giardia e Trichomonas.
Gli excavata erano precedentemente inclusi nell'ormai obsoleto regno dei Protisti.
Sono classificati in base alle loro strutture flagellari, e sono considerati il lignaggio flagellato più basale.
Le analisi filogenomiche hanno diviso i membri di Excavata in tre gruppi diversi e non tutti strettamente correlati: Discoba, Metamonada e Neoluka. Fatta eccezione per Euglenozoa, sono tutti non fotosintetici.

## Caratteristiche
La maggior parte degli excavata sono flagellati unicellulari eterotrofi. Solo gli Euglenozoa sono fotosintetici. In alcuni (parassiti intestinali in particolare anaerobici), i mitocondri sono stati notevolmente ridotti.
Alcuni excavata sono privi di mitocondri "classici" e sono chiamati "amitocondriati", sebbene la maggior parte conservi un organello mitocondriale in forma notevolmente modificata (ad esempio un idrogenosoma o un mitosoma). Tra quelli con mitocondri, le creste mitocondriali possono essere tubolari, discoidali o, in alcuni casi, laminari. 
La maggior parte degli excavata ha due, quattro o più flagelli.
Molti hanno un cospicuo solco di alimentazione ventrale con una caratteristica ultrastruttura, supportato da microtubuli: l'aspetto "scavato" di questo solco dà il nome agli organismi.
Tuttavia, vari gruppi che mancano di questi tratti possono essere considerati excavata sulla base di prove genetiche (principalmente alberi filogenetici di sequenze molecolari).
Le muffe melmose di Acrasidae sono gli unici excavata a mostrare una multicellularità limitata. Come altre muffe di melma cellulare, vivono la maggior parte della loro vita come cellule singole, ma a volte si assemblano in ammassi più grandi.

## Classificazione
Gli excavata sono classificati in tre Regni e otto phylum/classi. Questi sono mostrati nella tabella seguente. Un ulteriore gruppo, Malawimonada (es. Malawimonas), può anche essere incluso tra gli excavata, sebbene l'evidenza filogenetica sia equivoca.

### Monofilia
La monofilia delle suddivisioni di Excavata é ancora incerta; è possibile che non sia un gruppo monofiletico. La monofilia degli Excavata è tutt'altro che chiara, anche se sembrano esserci diversi cladi all'interno degli Excavata che sono monofiletici.
Alcuni Excavata sono spesso considerati tra gli eucarioti più primitivi, in parte in base alla loro collocazione in molti alberi evolutivi. 
Ciò potrebbe portare a proporre che gli Excavata siano un gruppo parafiletico che include gli antenati di altri eucarioti viventi. 
Tuttavia, il posizionamento di alcuni Excavata in "rami precoci" dell'albero filogenetico può essere un artefatto per meglio posizionare alcuni di questi precedentemente contenuti in rami lunghi, come è stato visto con alcuni altri gruppi, ad esempio i microsporidi. I malawimonada spesso non si ramificano con gli altri Excavata.
| Regno             | Phylum/Classe              | Generi rappresentativi (esempi) | Descrizione |
| ----------------- | -------------------------- | ------------------------------- | --- |
| Discoba           | Tsukubea                   | Tsukubamonas                    | |
| Discoba           | Euglenozoa                 | Euglena, Trypanosoma            | Molti parassiti importanti, un grande gruppo con plastidi (cloroplasti)                                         |
| Discoba           | Heterolobosea (Percolozoa) | Naegleria, Acrasidae            | La maggior parte alterna forme flagellate e ameboidi                                                            |
| Discoba           | Jakobea                    | 'Jakoba, Reclinomonas           | Flagellati a vita libera, a volte loricati, con genomi mitocondriali molto ricchi di geni                       |
| Metamonada or POD | Preaxostyla                | Oxymonada, Trimastix            | Flagellati amitocondriati, che vivono liberi (Trimatix, Paratrimastix) o che vivono nelle viscere degli insetti |
| Metamonada or POD | Fornicata                  | Giardia, Carpediemonas          | Amitocondriato, per lo più simbionti e parassiti degli animali.                                                 |
| Metamonada or POD | Parabasalia                | Trichomonas                     | Flagellati amitocondriati, generalmente commensali intestinali degli insetti. Alcuni agenti patogeni umani.     |
| Neolouka          | Malawimonadida             | Malawimonas                     | |

### Discoba
Euglenozoa ed Heterolobosea (Percolozoa) o Eozoa (Cavalier-Smith) sembrano essere parenti particolarmente stretti, e sono accomunati dalla presenza di creste discoidi all'interno dei mitocondri (Superphylum Disccristata). È stata mostrata una stretta relazione tra Disccristata e Jakobida, quest'ultimo avente creste tubolari come la maggior parte degli altri protisti, e quindi erano uniti sotto il nome di taxon Discoba, che è stato proposto per questo gruppo apparentemente monofiletico.

### Metamonadi
Le metamonadi sono insolite per aver perso i mitocondri classici, invece hanno idrogenosomi, mitosomi o organelli non caratterizzati. Si dice che l'ossimoro Monocercomonoides abbia perso completamente organelli omologhi.

### Malawimonadi
I malawimonadi sono generalmente considerati membri di Excavata a causa della loro tipica morfologia di excavata e dell'affinità filogenetica con altri gruppi di excavata in alcune filogenesi molecolari. Tuttavia, la loro posizione tra gli eucarioti rimane sfuggente.

### Anciromonada
Le Anciromonada sono piccole cellule a vita libera con uno stretto solco longitudinale su un lato della cellula. Il solco delle anciromonada non viene utilizzato per "l'alimentazione in sospensione", a differenza di altri tipici excavata (es. malawimonads, jakobids, Trimastix, Carpediemonas, Kiperferlia, ecc.). 
Le Anciromonada catturano invece i procarioti attaccati alle superfici. La posizione filogenetica delle Anciromonada è poco conosciuta (nel 2020), tuttavia alcune analisi filogenetiche le collocano come parenti stretti delle malawimonadi.
Di conseguenza, è possibile che le ancromonadi siano rilevanti per comprendere l'evoluzione dei "veri" Excavata.

## Classificazione
|  | Tsukubea      |
|  |               |
|  | Euglenozoa    |
|  |               |
|  | Heterolobosea |
|  |               |
|  | Jakobea       |
|  |               |

|  | Preaxostylia |
|  |              |
|  | Fornicata    |
|  |              |
|  | Metabasalia  |
|  |              |

|  | Malawimonadida |
|  |                |

|  | Tsukubea      |
|  |               |
|  | Euglenozoa    |
|  |               |
|  | Heterolobosea |
|  |               |
|  | Jakobea       |
|  |               |

|  | Preaxostylia |
|  |              |
|  | Fornicata    |
|  |              |
|  | Metabasalia  |
|  |              |

|  | Malawimonadida |
|  |                |

## Filogenesi
Nel 2023, utilizzando l'analisi filogenetica molecolare di 186 taxa, Al Jewari e Baldauf hanno proposto un albero filogenetico con la metamonade Parabasalia come eucarioti basali. Discoba e il resto degli Eukaryota sembrano essere emersi come sister taxon del Preaxostyla, incorporando un singolo alphaproteobacterium come mitocondri per endosimbiosi. Così i Fornicata sono più strettamente imparentati ad es. animali che a Parabasalia. Il resto degli Eucarioti emerse all'interno dell'Excavata come sorella della Discoba.
La spiegazione convenzionale per l'origine degli Eucarioti è che un heimdallarchaeian o un altro Archaea ha acquisito un alphaproteobacterium come endosimbionte, e che questo è diventato il mitocondrio, l'organello che fornisce la respirazione ossidativa alla cellula eucariotica. Caesar al Jewari e Sandra Baldauf sostengono invece che gli eucarioti probabilmente iniziarono con un evento di endosimbiosi di un deltaproteobacterium o gammaproteobacterium, spiegando la presenza altrimenti inspiegabile di enzimi batterici anaerobici in metamonada in questo scenario. La sorella del Preaxostyla all'interno di Metamonada rappresenta il resto degli Eucarioti che hanno acquisito un alphaproteobacterium.
|  | Jakobida                                                     |
|  |                                                              |
|  | \| \| Heterolobosea \| \| \| \| \| \| Euglenozoa \| \| \| \| |
|  |                                                              |
|  | Heterolobosea                                                |
|  |                                                              |
|  | Euglenozoa                                                   |
|  |                                                              |

|  | Heterolobosea |
|  |               |
|  | Euglenozoa    |
|  |               |

|                   | Amorphea (inc. animali, funghi e amebe)                                                |
|                   |                                                                                        |
|                   | \| \| SAR \| \| \| \| \| \| Archaeplastida (inc. piante) \| \| (+cyanobacterium) \| \| |
|                   |                                                                                        |
|                   | SAR                                                                                    |
|                   |                                                                                        |
|                   | Archaeplastida (inc. piante)                                                           |
| (+cyanobacterium) |                                                                                        |

|                   | SAR                          |
|                   |                              |
|                   | Archaeplastida (inc. piante) |
| (+cyanobacterium) |                              |

|  | Jakobida                                                     |
|  |                                                              |
|  | \| \| Heterolobosea \| \| \| \| \| \| Euglenozoa \| \| \| \| |
|  |                                                              |
|  | Heterolobosea                                                |
|  |                                                              |
|  | Euglenozoa                                                   |
|  |                                                              |

|  | Heterolobosea |
|  |               |
|  | Euglenozoa    |
|  |               |

|                   | Amorphea (inc. animali, funghi e amebe)                                                |
|                   |                                                                                        |
|                   | \| \| SAR \| \| \| \| \| \| Archaeplastida (inc. piante) \| \| (+cyanobacterium) \| \| |
|                   |                                                                                        |
|                   | SAR                                                                                    |
|                   |                                                                                        |
|                   | Archaeplastida (inc. piante)                                                           |
| (+cyanobacterium) |                                                                                        |

|                   | SAR                          |
|                   |                              |
|                   | Archaeplastida (inc. piante) |
| (+cyanobacterium) |                              |

|  | Jakobida                                                     |
|  |                                                              |
|  | \| \| Heterolobosea \| \| \| \| \| \| Euglenozoa \| \| \| \| |
|  |                                                              |
|  | Heterolobosea                                                |
|  |                                                              |
|  | Euglenozoa                                                   |
|  |                                                              |

|  | Heterolobosea |
|  |               |
|  | Euglenozoa    |
|  |               |

|                   | Amorphea (inc. animali, funghi e amebe)                                                |
|                   |                                                                                        |
|                   | \| \| SAR \| \| \| \| \| \| Archaeplastida (inc. piante) \| \| (+cyanobacterium) \| \| |
|                   |                                                                                        |
|                   | SAR                                                                                    |
|                   |                                                                                        |
|                   | Archaeplastida (inc. piante)                                                           |
| (+cyanobacterium) |                                                                                        |

|                   | SAR                          |
|                   |                              |
|                   | Archaeplastida (inc. piante) |
| (+cyanobacterium) |                              |

|  | Jakobida                                                     |
|  |                                                              |
|  | \| \| Heterolobosea \| \| \| \| \| \| Euglenozoa \| \| \| \| |
|  |                                                              |
|  | Heterolobosea                                                |
|  |                                                              |
|  | Euglenozoa                                                   |
|  |                                                              |

|  | Heterolobosea |
|  |               |
|  | Euglenozoa    |
|  |               |

|                   | Amorphea (inc. animali, funghi e amebe)                                                |
|                   |                                                                                        |
|                   | \| \| SAR \| \| \| \| \| \| Archaeplastida (inc. piante) \| \| (+cyanobacterium) \| \| |
|                   |                                                                                        |
|                   | SAR                                                                                    |
|                   |                                                                                        |
|                   | Archaeplastida (inc. piante)                                                           |
| (+cyanobacterium) |                                                                                        |

|                   | SAR                          |
|                   |                              |
|                   | Archaeplastida (inc. piante) |
| (+cyanobacterium) |                              |

|  | Jakobida                                                     |
|  |                                                              |
|  | \| \| Heterolobosea \| \| \| \| \| \| Euglenozoa \| \| \| \| |
|  |                                                              |
|  | Heterolobosea                                                |
|  |                                                              |
|  | Euglenozoa                                                   |
|  |                                                              |

|  | Heterolobosea |
|  |               |
|  | Euglenozoa    |
|  |               |

|                   | Amorphea (inc. animali, funghi e amebe)                                                |
|                   |                                                                                        |
|                   | \| \| SAR \| \| \| \| \| \| Archaeplastida (inc. piante) \| \| (+cyanobacterium) \| \| |
|                   |                                                                                        |
|                   | SAR                                                                                    |
|                   |                                                                                        |
|                   | Archaeplastida (inc. piante)                                                           |
| (+cyanobacterium) |                                                                                        |

|                   | SAR                          |
|                   |                              |
|                   | Archaeplastida (inc. piante) |
| (+cyanobacterium) |                              |

|  | Jakobida                                                     |
|  |                                                              |
|  | \| \| Heterolobosea \| \| \| \| \| \| Euglenozoa \| \| \| \| |
|  |                                                              |
|  | Heterolobosea                                                |
|  |                                                              |
|  | Euglenozoa                                                   |
|  |                                                              |

|  | Heterolobosea |
|  |               |
|  | Euglenozoa    |
|  |               |

|                   | Amorphea (inc. animali, funghi e amebe)                                                |
|                   |                                                                                        |
|                   | \| \| SAR \| \| \| \| \| \| Archaeplastida (inc. piante) \| \| (+cyanobacterium) \| \| |
|                   |                                                                                        |
|                   | SAR                                                                                    |
|                   |                                                                                        |
|                   | Archaeplastida (inc. piante)                                                           |
| (+cyanobacterium) |                                                                                        |

|                   | SAR                          |
|                   |                              |
|                   | Archaeplastida (inc. piante) |
| (+cyanobacterium) |                              |

|  | Jakobida                                                     |
|  |                                                              |
|  | \| \| Heterolobosea \| \| \| \| \| \| Euglenozoa \| \| \| \| |
|  |                                                              |
|  | Heterolobosea                                                |
|  |                                                              |
|  | Euglenozoa                                                   |
|  |                                                              |

|  | Heterolobosea |
|  |               |
|  | Euglenozoa    |
|  |               |

|                   | Amorphea (inc. animali, funghi e amebe)                                                |
|                   |                                                                                        |
|                   | \| \| SAR \| \| \| \| \| \| Archaeplastida (inc. piante) \| \| (+cyanobacterium) \| \| |
|                   |                                                                                        |
|                   | SAR                                                                                    |
|                   |                                                                                        |
|                   | Archaeplastida (inc. piante)                                                           |
| (+cyanobacterium) |                                                                                        |

|                   | SAR                          |
|                   |                              |
|                   | Archaeplastida (inc. piante) |
| (+cyanobacterium) |                              |

|  | Jakobida                                                     |
|  |                                                              |
|  | \| \| Heterolobosea \| \| \| \| \| \| Euglenozoa \| \| \| \| |
|  |                                                              |
|  | Heterolobosea                                                |
|  |                                                              |
|  | Euglenozoa                                                   |
|  |                                                              |

|  | Heterolobosea |
|  |               |
|  | Euglenozoa    |
|  |               |

|                   | Amorphea (inc. animali, funghi e amebe)                                                |
|                   |                                                                                        |
|                   | \| \| SAR \| \| \| \| \| \| Archaeplastida (inc. piante) \| \| (+cyanobacterium) \| \| |
|                   |                                                                                        |
|                   | SAR                                                                                    |
|                   |                                                                                        |
|                   | Archaeplastida (inc. piante)                                                           |
| (+cyanobacterium) |                                                                                        |

|                   | SAR                          |
|                   |                              |
|                   | Archaeplastida (inc. piante) |
| (+cyanobacterium) |                              |

|  | Jakobida                                                     |
|  |                                                              |
|  | \| \| Heterolobosea \| \| \| \| \| \| Euglenozoa \| \| \| \| |
|  |                                                              |
|  | Heterolobosea                                                |
|  |                                                              |
|  | Euglenozoa                                                   |
|  |                                                              |

|  | Heterolobosea |
|  |               |
|  | Euglenozoa    |
|  |               |

|                   | Amorphea (inc. animali, funghi e amebe)                                                |
|                   |                                                                                        |
|                   | \| \| SAR \| \| \| \| \| \| Archaeplastida (inc. piante) \| \| (+cyanobacterium) \| \| |
|                   |                                                                                        |
|                   | SAR                                                                                    |
|                   |                                                                                        |
|                   | Archaeplastida (inc. piante)                                                           |
| (+cyanobacterium) |                                                                                        |

|                   | SAR                          |
|                   |                              |
|                   | Archaeplastida (inc. piante) |
| (+cyanobacterium) |                              |

|  | Jakobida                                                     |
|  |                                                              |
|  | \| \| Heterolobosea \| \| \| \| \| \| Euglenozoa \| \| \| \| |
|  |                                                              |
|  | Heterolobosea                                                |
|  |                                                              |
|  | Euglenozoa                                                   |
|  |                                                              |

|  | Heterolobosea |
|  |               |
|  | Euglenozoa    |
|  |               |

|                   | Amorphea (inc. animali, funghi e amebe)                                                |
|                   |                                                                                        |
|                   | \| \| SAR \| \| \| \| \| \| Archaeplastida (inc. piante) \| \| (+cyanobacterium) \| \| |
|                   |                                                                                        |
|                   | SAR                                                                                    |
|                   |                                                                                        |
|                   | Archaeplastida (inc. piante)                                                           |
| (+cyanobacterium) |                                                                                        |

|                   | SAR                          |
|                   |                              |
|                   | Archaeplastida (inc. piante) |
| (+cyanobacterium) |                              |

|  | Jakobida                                                     |
|  |                                                              |
|  | \| \| Heterolobosea \| \| \| \| \| \| Euglenozoa \| \| \| \| |
|  |                                                              |
|  | Heterolobosea                                                |
|  |                                                              |
|  | Euglenozoa                                                   |
|  |                                                              |

|  | Heterolobosea |
|  |               |
|  | Euglenozoa    |
|  |               |

|                   | Amorphea (inc. animali, funghi e amebe)                                                |
|                   |                                                                                        |
|                   | \| \| SAR \| \| \| \| \| \| Archaeplastida (inc. piante) \| \| (+cyanobacterium) \| \| |
|                   |                                                                                        |
|                   | SAR                                                                                    |
|                   |                                                                                        |
|                   | Archaeplastida (inc. piante)                                                           |
| (+cyanobacterium) |                                                                                        |

|                   | SAR                          |
|                   |                              |
|                   | Archaeplastida (inc. piante) |
| (+cyanobacterium) |                              |

|  | Jakobida                                                     |
|  |                                                              |
|  | \| \| Heterolobosea \| \| \| \| \| \| Euglenozoa \| \| \| \| |
|  |                                                              |
|  | Heterolobosea                                                |
|  |                                                              |
|  | Euglenozoa                                                   |
|  |                                                              |

|  | Heterolobosea |
|  |               |
|  | Euglenozoa    |
|  |               |

|                   | Amorphea (inc. animali, funghi e amebe)                                                |
|                   |                                                                                        |
|                   | \| \| SAR \| \| \| \| \| \| Archaeplastida (inc. piante) \| \| (+cyanobacterium) \| \| |
|                   |                                                                                        |
|                   | SAR                                                                                    |
|                   |                                                                                        |
|                   | Archaeplastida (inc. piante)                                                           |
| (+cyanobacterium) |                                                                                        |

|                   | SAR                          |
|                   |                              |
|                   | Archaeplastida (inc. piante) |
| (+cyanobacterium) |                              |

|  | Jakobida                                                     |
|  |                                                              |
|  | \| \| Heterolobosea \| \| \| \| \| \| Euglenozoa \| \| \| \| |
|  |                                                              |
|  | Heterolobosea                                                |
|  |                                                              |
|  | Euglenozoa                                                   |
|  |                                                              |

|  | Heterolobosea |
|  |               |
|  | Euglenozoa    |
|  |               |

|                   | Amorphea (inc. animali, funghi e amebe)                                                |
|                   |                                                                                        |
|                   | \| \| SAR \| \| \| \| \| \| Archaeplastida (inc. piante) \| \| (+cyanobacterium) \| \| |
|                   |                                                                                        |
|                   | SAR                                                                                    |
|                   |                                                                                        |
|                   | Archaeplastida (inc. piante)                                                           |
| (+cyanobacterium) |                                                                                        |

|                   | SAR                          |
|                   |                              |
|                   | Archaeplastida (inc. piante) |
| (+cyanobacterium) |                              |

|  | Jakobida                                                     |
|  |                                                              |
|  | \| \| Heterolobosea \| \| \| \| \| \| Euglenozoa \| \| \| \| |
|  |                                                              |
|  | Heterolobosea                                                |
|  |                                                              |
|  | Euglenozoa                                                   |
|  |                                                              |

|  | Heterolobosea |
|  |               |
|  | Euglenozoa    |
|  |               |

|                   | Amorphea (inc. animali, funghi e amebe)                                                |
|                   |                                                                                        |
|                   | \| \| SAR \| \| \| \| \| \| Archaeplastida (inc. piante) \| \| (+cyanobacterium) \| \| |
|                   |                                                                                        |
|                   | SAR                                                                                    |
|                   |                                                                                        |
|                   | Archaeplastida (inc. piante)                                                           |
| (+cyanobacterium) |                                                                                        |

|                   | SAR                          |
|                   |                              |
|                   | Archaeplastida (inc. piante) |
| (+cyanobacterium) |                              |

|  | Jakobida                                                     |
|  |                                                              |
|  | \| \| Heterolobosea \| \| \| \| \| \| Euglenozoa \| \| \| \| |
|  |                                                              |
|  | Heterolobosea                                                |
|  |                                                              |
|  | Euglenozoa                                                   |
|  |                                                              |

|  | Heterolobosea |
|  |               |
|  | Euglenozoa    |
|  |               |

|                   | Amorphea (inc. animali, funghi e amebe)                                                |
|                   |                                                                                        |
|                   | \| \| SAR \| \| \| \| \| \| Archaeplastida (inc. piante) \| \| (+cyanobacterium) \| \| |
|                   |                                                                                        |
|                   | SAR                                                                                    |
|                   |                                                                                        |
|                   | Archaeplastida (inc. piante)                                                           |
| (+cyanobacterium) |                                                                                        |

|                   | SAR                          |
|                   |                              |
|                   | Archaeplastida (inc. piante) |
| (+cyanobacterium) |                              |

|  | Jakobida                                                     |
|  |                                                              |
|  | \| \| Heterolobosea \| \| \| \| \| \| Euglenozoa \| \| \| \| |
|  |                                                              |
|  | Heterolobosea                                                |
|  |                                                              |
|  | Euglenozoa                                                   |
|  |                                                              |

|  | Heterolobosea |
|  |               |
|  | Euglenozoa    |
|  |               |

|                   | Amorphea (inc. animali, funghi e amebe)                                                |
|                   |                                                                                        |
|                   | \| \| SAR \| \| \| \| \| \| Archaeplastida (inc. piante) \| \| (+cyanobacterium) \| \| |
|                   |                                                                                        |
|                   | SAR                                                                                    |
|                   |                                                                                        |
|                   | Archaeplastida (inc. piante)                                                           |
| (+cyanobacterium) |                                                                                        |

|                   | SAR                          |
|                   |                              |
|                   | Archaeplastida (inc. piante) |
| (+cyanobacterium) |                              |

|  | Jakobida                                                     |
|  |                                                              |
|  | \| \| Heterolobosea \| \| \| \| \| \| Euglenozoa \| \| \| \| |
|  |                                                              |
|  | Heterolobosea                                                |
|  |                                                              |
|  | Euglenozoa                                                   |
|  |                                                              |

|  | Heterolobosea |
|  |               |
|  | Euglenozoa    |
|  |               |

|                   | Amorphea (inc. animali, funghi e amebe)                                                |
|                   |                                                                                        |
|                   | \| \| SAR \| \| \| \| \| \| Archaeplastida (inc. piante) \| \| (+cyanobacterium) \| \| |
|                   |                                                                                        |
|                   | SAR                                                                                    |
|                   |                                                                                        |
|                   | Archaeplastida (inc. piante)                                                           |
| (+cyanobacterium) |                                                                                        |

|                   | SAR                          |
|                   |                              |
|                   | Archaeplastida (inc. piante) |
| (+cyanobacterium) |                              |

|  | Jakobida                                                     |
|  |                                                              |
|  | \| \| Heterolobosea \| \| \| \| \| \| Euglenozoa \| \| \| \| |
|  |                                                              |
|  | Heterolobosea                                                |
|  |                                                              |
|  | Euglenozoa                                                   |
|  |                                                              |

|  | Heterolobosea |
|  |               |
|  | Euglenozoa    |
|  |               |

|                   | Amorphea (inc. animali, funghi e amebe)                                                |
|                   |                                                                                        |
|                   | \| \| SAR \| \| \| \| \| \| Archaeplastida (inc. piante) \| \| (+cyanobacterium) \| \| |
|                   |                                                                                        |
|                   | SAR                                                                                    |
|                   |                                                                                        |
|                   | Archaeplastida (inc. piante)                                                           |
| (+cyanobacterium) |                                                                                        |

|                   | SAR                          |
|                   |                              |
|                   | Archaeplastida (inc. piante) |
| (+cyanobacterium) |                              |

|  | Jakobida                                                     |
|  |                                                              |
|  | \| \| Heterolobosea \| \| \| \| \| \| Euglenozoa \| \| \| \| |
|  |                                                              |
|  | Heterolobosea                                                |
|  |                                                              |
|  | Euglenozoa                                                   |
|  |                                                              |

|  | Heterolobosea |
|  |               |
|  | Euglenozoa    |
|  |               |

|                   | Amorphea (inc. animali, funghi e amebe)                                                |
|                   |                                                                                        |
|                   | \| \| SAR \| \| \| \| \| \| Archaeplastida (inc. piante) \| \| (+cyanobacterium) \| \| |
|                   |                                                                                        |
|                   | SAR                                                                                    |
|                   |                                                                                        |
|                   | Archaeplastida (inc. piante)                                                           |
| (+cyanobacterium) |                                                                                        |

|                   | SAR                          |
|                   |                              |
|                   | Archaeplastida (inc. piante) |
| (+cyanobacterium) |                              |

|  | Jakobida                                                     |
|  |                                                              |
|  | \| \| Heterolobosea \| \| \| \| \| \| Euglenozoa \| \| \| \| |
|  |                                                              |
|  | Heterolobosea                                                |
|  |                                                              |
|  | Euglenozoa                                                   |
|  |                                                              |

|  | Heterolobosea |
|  |               |
|  | Euglenozoa    |
|  |               |

|                   | Amorphea (inc. animali, funghi e amebe)                                                |
|                   |                                                                                        |
|                   | \| \| SAR \| \| \| \| \| \| Archaeplastida (inc. piante) \| \| (+cyanobacterium) \| \| |
|                   |                                                                                        |
|                   | SAR                                                                                    |
|                   |                                                                                        |
|                   | Archaeplastida (inc. piante)                                                           |
| (+cyanobacterium) |                                                                                        |

|                   | SAR                          |
|                   |                              |
|                   | Archaeplastida (inc. piante) |
| (+cyanobacterium) |                              |

|  | Jakobida                                                     |
|  |                                                              |
|  | \| \| Heterolobosea \| \| \| \| \| \| Euglenozoa \| \| \| \| |
|  |                                                              |
|  | Heterolobosea                                                |
|  |                                                              |
|  | Euglenozoa                                                   |
|  |                                                              |

|  | Heterolobosea |
|  |               |
|  | Euglenozoa    |
|  |               |

|                   | Amorphea (inc. animali, funghi e amebe)                                                |
|                   |                                                                                        |
|                   | \| \| SAR \| \| \| \| \| \| Archaeplastida (inc. piante) \| \| (+cyanobacterium) \| \| |
|                   |                                                                                        |
|                   | SAR                                                                                    |
|                   |                                                                                        |
|                   | Archaeplastida (inc. piante)                                                           |
| (+cyanobacterium) |                                                                                        |

|                   | SAR                          |
|                   |                              |
|                   | Archaeplastida (inc. piante) |
| (+cyanobacterium) |                              |

|  | Jakobida                                                     |
|  |                                                              |
|  | \| \| Heterolobosea \| \| \| \| \| \| Euglenozoa \| \| \| \| |
|  |                                                              |
|  | Heterolobosea                                                |
|  |                                                              |
|  | Euglenozoa                                                   |
|  |                                                              |

|  | Heterolobosea |
|  |               |
|  | Euglenozoa    |
|  |               |

|                   | Amorphea (inc. animali, funghi e amebe)                                                |
|                   |                                                                                        |
|                   | \| \| SAR \| \| \| \| \| \| Archaeplastida (inc. piante) \| \| (+cyanobacterium) \| \| |
|                   |                                                                                        |
|                   | SAR                                                                                    |
|                   |                                                                                        |
|                   | Archaeplastida (inc. piante)                                                           |
| (+cyanobacterium) |                                                                                        |

|                   | SAR                          |
|                   |                              |
|                   | Archaeplastida (inc. piante) |
| (+cyanobacterium) |                              |

|  | Jakobida                                                     |
|  |                                                              |
|  | \| \| Heterolobosea \| \| \| \| \| \| Euglenozoa \| \| \| \| |
|  |                                                              |
|  | Heterolobosea                                                |
|  |                                                              |
|  | Euglenozoa                                                   |
|  |                                                              |

|  | Heterolobosea |
|  |               |
|  | Euglenozoa    |
|  |               |

|                   | Amorphea (inc. animali, funghi e amebe)                                                |
|                   |                                                                                        |
|                   | \| \| SAR \| \| \| \| \| \| Archaeplastida (inc. piante) \| \| (+cyanobacterium) \| \| |
|                   |                                                                                        |
|                   | SAR                                                                                    |
|                   |                                                                                        |
|                   | Archaeplastida (inc. piante)                                                           |
| (+cyanobacterium) |                                                                                        |

|                   | SAR                          |
|                   |                              |
|                   | Archaeplastida (inc. piante) |
| (+cyanobacterium) |                              |

|  | Jakobida                                                     |
|  |                                                              |
|  | \| \| Heterolobosea \| \| \| \| \| \| Euglenozoa \| \| \| \| |
|  |                                                              |
|  | Heterolobosea                                                |
|  |                                                              |
|  | Euglenozoa                                                   |
|  |                                                              |

|  | Heterolobosea |
|  |               |
|  | Euglenozoa    |
|  |               |

|                   | Amorphea (inc. animali, funghi e amebe)                                                |
|                   |                                                                                        |
|                   | \| \| SAR \| \| \| \| \| \| Archaeplastida (inc. piante) \| \| (+cyanobacterium) \| \| |
|                   |                                                                                        |
|                   | SAR                                                                                    |
|                   |                                                                                        |
|                   | Archaeplastida (inc. piante)                                                           |
| (+cyanobacterium) |                                                                                        |

|                   | SAR                          |
|                   |                              |
|                   | Archaeplastida (inc. piante) |
| (+cyanobacterium) |                              |

|  | Jakobida                                                     |
|  |                                                              |
|  | \| \| Heterolobosea \| \| \| \| \| \| Euglenozoa \| \| \| \| |
|  |                                                              |
|  | Heterolobosea                                                |
|  |                                                              |
|  | Euglenozoa                                                   |
|  |                                                              |

|  | Heterolobosea |
|  |               |
|  | Euglenozoa    |
|  |               |

|                   | Amorphea (inc. animali, funghi e amebe)                                                |
|                   |                                                                                        |
|                   | \| \| SAR \| \| \| \| \| \| Archaeplastida (inc. piante) \| \| (+cyanobacterium) \| \| |
|                   |                                                                                        |
|                   | SAR                                                                                    |
|                   |                                                                                        |
|                   | Archaeplastida (inc. piante)                                                           |
| (+cyanobacterium) |                                                                                        |

|                   | SAR                          |
|                   |                              |
|                   | Archaeplastida (inc. piante) |
| (+cyanobacterium) |                              |

|  | Jakobida                                                     |
|  |                                                              |
|  | \| \| Heterolobosea \| \| \| \| \| \| Euglenozoa \| \| \| \| |
|  |                                                              |
|  | Heterolobosea                                                |
|  |                                                              |
|  | Euglenozoa                                                   |
|  |                                                              |

|  | Heterolobosea |
|  |               |
|  | Euglenozoa    |
|  |               |

|                   | Amorphea (inc. animali, funghi e amebe)                                                |
|                   |                                                                                        |
|                   | \| \| SAR \| \| \| \| \| \| Archaeplastida (inc. piante) \| \| (+cyanobacterium) \| \| |
|                   |                                                                                        |
|                   | SAR                                                                                    |
|                   |                                                                                        |
|                   | Archaeplastida (inc. piante)                                                           |
| (+cyanobacterium) |                                                                                        |

|                   | SAR                          |
|                   |                              |
|                   | Archaeplastida (inc. piante) |
| (+cyanobacterium) |                              |

|  | Jakobida                                                     |
|  |                                                              |
|  | \| \| Heterolobosea \| \| \| \| \| \| Euglenozoa \| \| \| \| |
|  |                                                              |
|  | Heterolobosea                                                |
|  |                                                              |
|  | Euglenozoa                                                   |
|  |                                                              |

|  | Heterolobosea |
|  |               |
|  | Euglenozoa    |
|  |               |

|                   | Amorphea (inc. animali, funghi e amebe)                                                |
|                   |                                                                                        |
|                   | \| \| SAR \| \| \| \| \| \| Archaeplastida (inc. piante) \| \| (+cyanobacterium) \| \| |
|                   |                                                                                        |
|                   | SAR                                                                                    |
|                   |                                                                                        |
|                   | Archaeplastida (inc. piante)                                                           |
| (+cyanobacterium) |                                                                                        |

|                   | SAR                          |
|                   |                              |
|                   | Archaeplastida (inc. piante) |
| (+cyanobacterium) |                              |

|  | Jakobida                                                     |
|  |                                                              |
|  | \| \| Heterolobosea \| \| \| \| \| \| Euglenozoa \| \| \| \| |
|  |                                                              |
|  | Heterolobosea                                                |
|  |                                                              |
|  | Euglenozoa                                                   |
|  |                                                              |

|  | Heterolobosea |
|  |               |
|  | Euglenozoa    |
|  |               |

|                   | Amorphea (inc. animali, funghi e amebe)                                                |
|                   |                                                                                        |
|                   | \| \| SAR \| \| \| \| \| \| Archaeplastida (inc. piante) \| \| (+cyanobacterium) \| \| |
|                   |                                                                                        |
|                   | SAR                                                                                    |
|                   |                                                                                        |
|                   | Archaeplastida (inc. piante)                                                           |
| (+cyanobacterium) |                                                                                        |

|                   | SAR                          |
|                   |                              |
|                   | Archaeplastida (inc. piante) |
| (+cyanobacterium) |                              |

|  | Jakobida                                                     |
|  |                                                              |
|  | \| \| Heterolobosea \| \| \| \| \| \| Euglenozoa \| \| \| \| |
|  |                                                              |
|  | Heterolobosea                                                |
|  |                                                              |
|  | Euglenozoa                                                   |
|  |                                                              |

|  | Heterolobosea |
|  |               |
|  | Euglenozoa    |
|  |               |

|                   | Amorphea (inc. animali, funghi e amebe)                                                |
|                   |                                                                                        |
|                   | \| \| SAR \| \| \| \| \| \| Archaeplastida (inc. piante) \| \| (+cyanobacterium) \| \| |
|                   |                                                                                        |
|                   | SAR                                                                                    |
|                   |                                                                                        |
|                   | Archaeplastida (inc. piante)                                                           |
| (+cyanobacterium) |                                                                                        |

|                   | SAR                          |
|                   |                              |
|                   | Archaeplastida (inc. piante) |
| (+cyanobacterium) |                              |

|  | Jakobida                                                     |
|  |                                                              |
|  | \| \| Heterolobosea \| \| \| \| \| \| Euglenozoa \| \| \| \| |
|  |                                                              |
|  | Heterolobosea                                                |
|  |                                                              |
|  | Euglenozoa                                                   |
|  |                                                              |

|  | Heterolobosea |
|  |               |
|  | Euglenozoa    |
|  |               |

|                   | Amorphea (inc. animali, funghi e amebe)                                                |
|                   |                                                                                        |
|                   | \| \| SAR \| \| \| \| \| \| Archaeplastida (inc. piante) \| \| (+cyanobacterium) \| \| |
|                   |                                                                                        |
|                   | SAR                                                                                    |
|                   |                                                                                        |
|                   | Archaeplastida (inc. piante)                                                           |
| (+cyanobacterium) |                                                                                        |

|                   | SAR                          |
|                   |                              |
|                   | Archaeplastida (inc. piante) |
| (+cyanobacterium) |                              |

|  | Jakobida                                                     |
|  |                                                              |
|  | \| \| Heterolobosea \| \| \| \| \| \| Euglenozoa \| \| \| \| |
|  |                                                              |
|  | Heterolobosea                                                |
|  |                                                              |
|  | Euglenozoa                                                   |
|  |                                                              |

|  | Heterolobosea |
|  |               |
|  | Euglenozoa    |
|  |               |

|                   | Amorphea (inc. animali, funghi e amebe)                                                |
|                   |                                                                                        |
|                   | \| \| SAR \| \| \| \| \| \| Archaeplastida (inc. piante) \| \| (+cyanobacterium) \| \| |
|                   |                                                                                        |
|                   | SAR                                                                                    |
|                   |                                                                                        |
|                   | Archaeplastida (inc. piante)                                                           |
| (+cyanobacterium) |                                                                                        |

|                   | SAR                          |
|                   |                              |
|                   | Archaeplastida (inc. piante) |
| (+cyanobacterium) |                              |

|  | Jakobida                                                     |
|  |                                                              |
|  | \| \| Heterolobosea \| \| \| \| \| \| Euglenozoa \| \| \| \| |
|  |                                                              |
|  | Heterolobosea                                                |
|  |                                                              |
|  | Euglenozoa                                                   |
|  |                                                              |

|  | Heterolobosea |
|  |               |
|  | Euglenozoa    |
|  |               |

|                   | Amorphea (inc. animali, funghi e amebe)                                                |
|                   |                                                                                        |
|                   | \| \| SAR \| \| \| \| \| \| Archaeplastida (inc. piante) \| \| (+cyanobacterium) \| \| |
|                   |                                                                                        |
|                   | SAR                                                                                    |
|                   |                                                                                        |
|                   | Archaeplastida (inc. piante)                                                           |
| (+cyanobacterium) |                                                                                        |

|                   | SAR                          |
|                   |                              |
|                   | Archaeplastida (inc. piante) |
| (+cyanobacterium) |                              |